# Mert Demir
Mert Demir (Beyoğlu, 26 dicembre 1993) è un cantante turco.

## Biografia
Mert Demir, che si è avvicinato al mondo musicale suonando la chitarra, ha partecipato come concorrente a O Ses Türkiye, senza ottenere degli ottimi esiti.
Bak kollarım burada, il suo album in studio d'esordio, è stato pubblicato nell'aprile 2019, è stato anticipato dall'estratto Karakış ed è stato susseguito dal disco Kimim lan ben? (2021). È salito alla ribalta con la hit Antidepresan, una collaborazione con Mabel Matiz riconosciuta con un premio Power Müzik, che ha guidato la Turkey Songs per undici settimane non consecutive. Anche il brano Ateşe düştüm, premiato con l'Altın Kelebek alla canzone dell'anno, ha replicato il successo della collaborazione sopraccitata, rimanendo al vertice della classifica turca di Billboard per dieci settimane di fila.
Nel giugno 2024 gli è stato assegnato un premio dalla rivista Elle Türkiye e ha in seguito inciso Ölüyorum anla, quarto ingresso dell'artista nella top ten nazionale.

## Discografia

### Album in studio
- 2019 – Bak kollarım burada
- 2021 – Kimim lan ben?
- 2025 – Yalan dolan

### Singoli
- 2017 – Uyan
- 2019 – Karakış
- 2019 – Benden kimseye hayır yok
- 2020 – SNKK
- 2020 – Gittiler
- 2020 – Geberebilirim (con Seda Erciyes)
- 2020 – Rihanna
- 2021 – Kezzap (con Asil Slang)
- 2021 – Pusulam rüzgar (con Melike Şahin)
- 2021 – 1500 (con Tolga Akdoğan)
- 2022 – Herkesin kafa gidik
- 2022 – Unutma beni/Unut gitsin (con Canavar Banavar)
- 2022 – Antidepresan (con Mabel Matiz)
- 2023 – Gözlerime bak
- 2023 – İkimize birden
- 2023 – Ateşe düştüm
- 2023 – Cehennemin dibi
- 2024 – Acı veriyor
- 2024 – Seni seviyorum
- 2024 – Gözlerime bak
- 2024 – Ölüyorum anla
- 2024 – Olmazlara vuruluyorum (con Duygu Edis)
- 2025 – Dağıldım sonunda
- 2025 – Bi gece gidebilirim
- 2025 – Delisin